# Olrat
Cet article possède un paronyme, voir OLRAT.
L’olrat est une langue parlée dans l’ouest de l’île Gaua, dans les îles Banks, au nord du Vanuatu.  Il est éteint depuis 2009, supplanté par le lakon.
Comme toutes les langues autochtones du Vanuatu, l’olrat appartient au groupe des langues océaniennes, lui-même une branche de la grande famille des langues austronésiennes.

## La langue

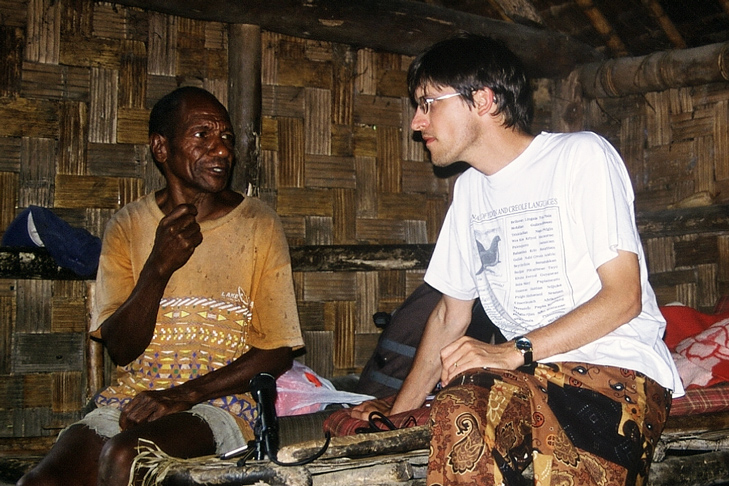
A. François avec †Maten Womal, le dernier conteur en langue olrat (Gaua, Vanuatu, 2003).

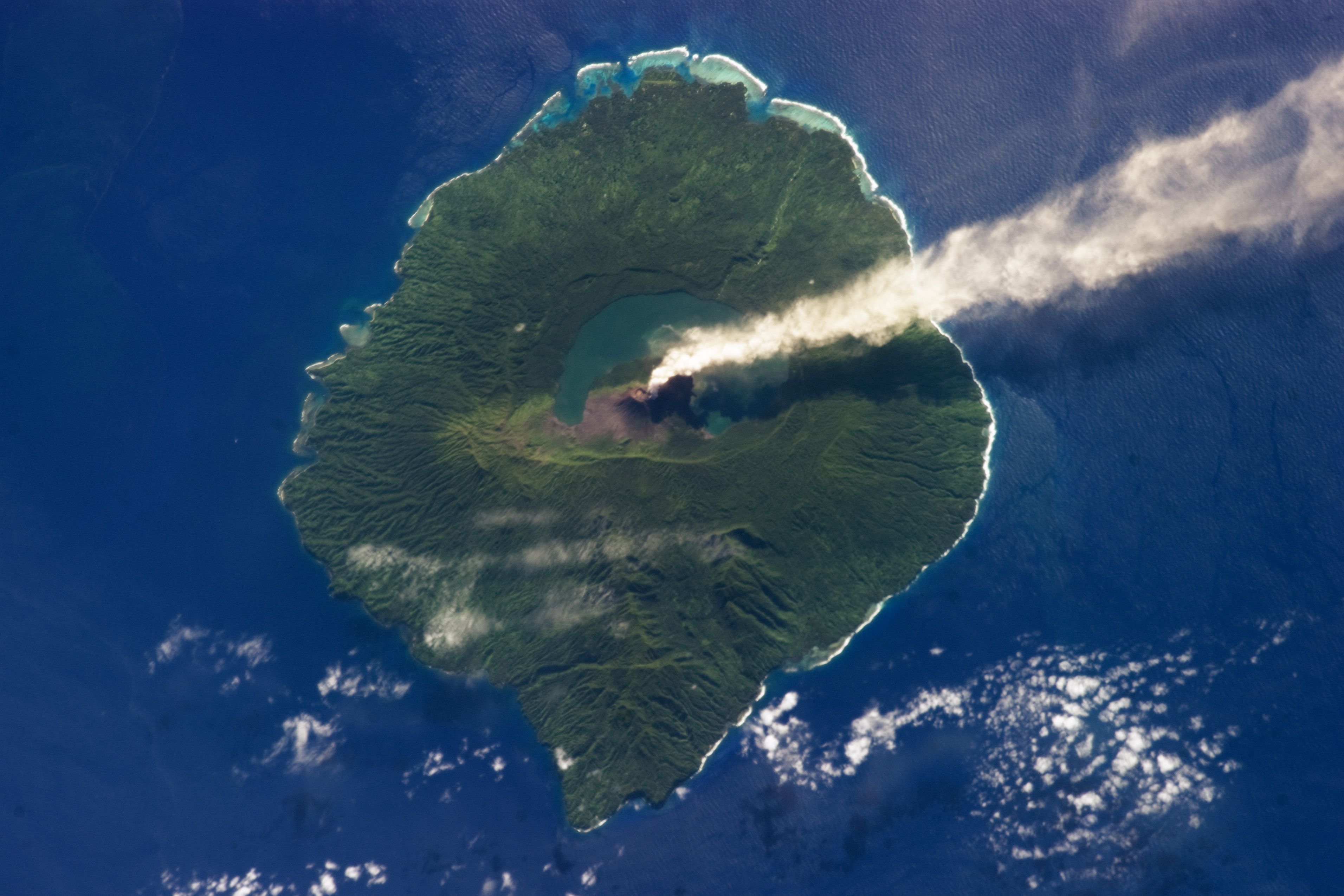
Gaua, l’île où était parlé le lakon.

La langue olrat était autrefois parlée dans le hameau du même nom, dans les hauteurs de l'île de Gaua. Le hameau ayant été déserté au cours du XXe siècle, ses habitants se sont rassemblés dans le village côtier de Jōlap, où domine la langue lakon. L’olrat était proche du lakon ainsi que du koro.
Encore parlée par trois personnes en 2003, la langue s’est éteinte en 2009 à la suite de la mort de son dernier locuteur, Maten Womal. Des enregistrements en olrat ont pu être réalisés au début des années 2000.

## Phonologie
Les conventions orthographiques utilisées pour écrire l’olrat sont présentées dans les tableaux ci-dessous, à côté du symbole en alphabet phonétique international.

### Voyelles
L’olrat a quatorze voyelles : sept brèves et sept longues. Les voyelles longues sont apparues pour compenser la disparition de consonnes finales : proto-océanien *baʀeko (« fruit à pain ») > *paeɣo > *pɛɣ > pee [pɛː] .
|             | Antérieures     | Centrales       | Postérieures    |
| ----------- | --------------- | --------------- | --------------- |
| Fermées     | /i/ i ∙ /iː/ ii |                 | /u/ u ∙ /uː/ uu |
| Pré-fermées | /ɪ/ ē ∙ /ɪː/ ēē |                 | /ʊ/ ō ∙ /ʊː/ ōō |
| Mi-ouvertes | /ɛ/ e ∙ /ɛː/ ee |                 | /ɔ/ o ∙ /ɔː/ oo |
| Ouverte     |                 | /a/ a ∙ /aː/ aa |                 |

### Consonnes
L’olrat a 16 phonèmes consonantiques, dont des consonnes labiales-vélaires avec un relâchement spirant en [w], courantes dans les langues de la région.
|                    | Labio-vélaires | Bilabiales  | Alvéolaires | Vélaires |
| ------------------ | -------------- | ----------- | ----------- | -------- |
| Occlusives sourdes | /k͡pʷ/ q        | /p/ p       | /t/ t       | /k/ k    |
| Affriquée          |                |             | /t͡ʃ/ j      |          |
| Fricatives         |                | /β/ [β~ɸ] v | /s/ s       | /ɣ/ g    |
| Nasales            | /ŋ͡mʷ/ m̄        | /m/ m       | /n/ n       | /ŋ/ n̄    |
| Latérale           |                |             | /l/ l       |          |
| Vibrante           |                |             | /r/ r       |          |
| Semi-consonnes     | /w/ w          |             | /j/ y       |          |

## Grammaire

### Pronoms personnels
L'olrat distingue quatre nombres ; il fait également la distinction entre le « nous » exclusif et inclusif, mais ne différencie pas les genres (nē peut signifier aussi bien « elle » que « il »).
| Personne | Personne  | Singulier | Duel  | Triel   | Pluriel |
| -------- | --------- | --------- | ----- | ------- | ------- |
| 1re      | inclusive |           | jōrō  | jēlēt   | gēj     |
| 1re      | exclusive | na        | kēmēy | kēlkama | kama    |
| 2e       | 2e        | nēk       | kumuy | kēlkimi | kimi    |
| 3e       | 3e        | nē        | nōrō  | tēlēy   | nēy     |